# Alin Rus
Alin Valer Rus n. 30 septembrie 1975, Cluj-Napoca, România este un fotbalist român legitimat la Arieșul Turda.